# Madahoplia bicallosa
Madahoplia bicallosa är en skalbaggsart som beskrevs av Blanchard 1850. Madahoplia bicallosa ingår i släktet Madahoplia och familjen Melolonthidae. Inga underarter finns listade i Catalogue of Life.